# Truc (videojocs)

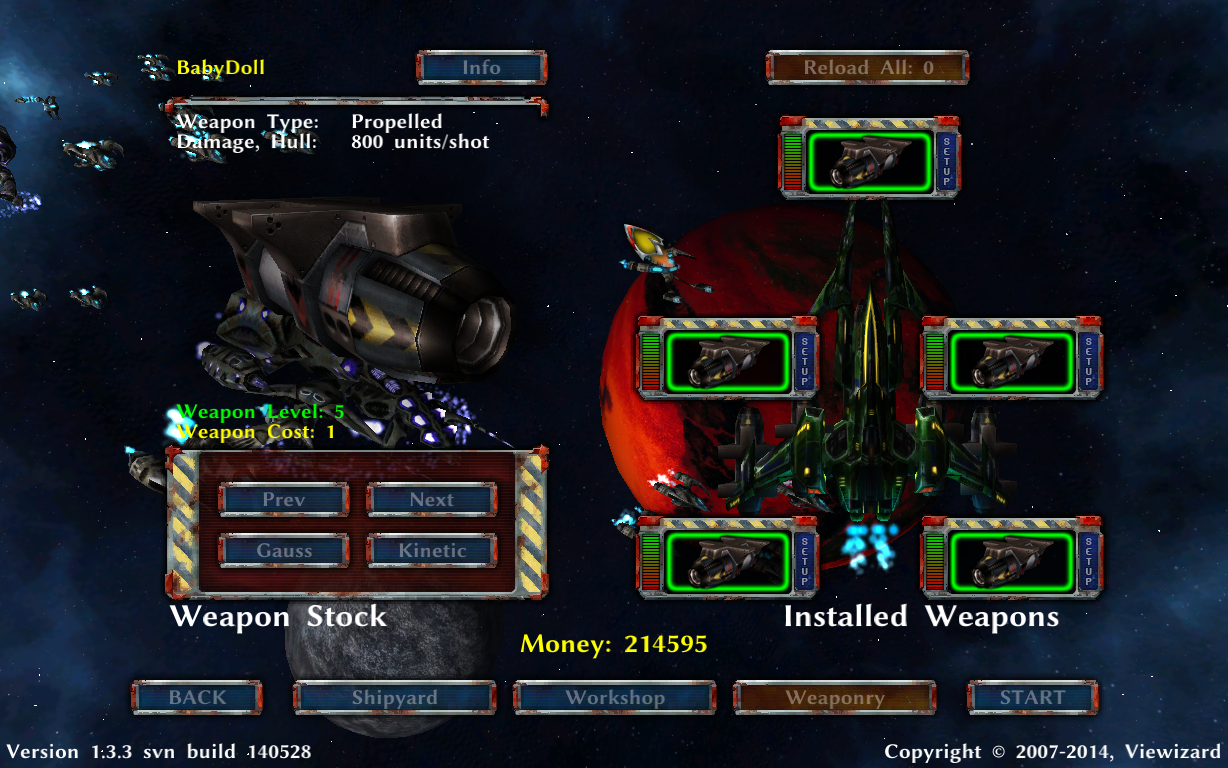
Presa de pantalla dAstroMenace amb trucs activats (cost de les armes reduït a 1)

En els videojocs, un truc és una tècnica que permet fer trampes obtenint efectes beneficiosos als quals normalment no es pot accedir. Es poden utilitzar trucs en molts videojocs, tant d'un jugador (en els quals el seu ús queda a discreció del mateix jugador) com de diversos jugadors (en els quals el seu ús sol estar prohibit o, com a mínim, mal vist per l'avantatge injust que obtenen els jugadors que fan trampes). Al llarg de la història dels videojocs s'han desenvolupat dispositius per fer trampes, com ara GameShark i Action Replay, així com programes per detectar l'ús de trucs, com ara PunkBuster.